# منشأة شومان
قرية منشأة شومان هي إحدى القرى التابعة لمركز الستاموني في محافظة الدقهلية في جمهورية مصر العربية. حسب إحصاءات سنة 2006، بلغ إجمالي السكان في منشأة شومان 9462 نسمة، منهم 4864 رجل و4598 امرأة.